# موریتس بالتازار بورکهاوزن
موریتس بالتازار بورکهاوزن (آلمانی: Moritz Balthasar Borkhausen؛ زادهٔ ۳ دسامبر ۱۷۶۰ درگیسن – مرگ ۳۰ نوامبر ۱۸۰۶ در دارمشتات) یک گیاه‌شناس، پرنده‌شناس، و حشره‌شناس اهل آلمان بود. وی در تهیهٔ بخش‌هایی از «پرنده‌شناسی آلمان یا تاریخ طبیعی همهٔ پرندگان آلمان با تصاویر اصل و توصیفات»، اثر یوهان کنراد زوزه‌میل (به انگلیسی: Johann Conrad Susemihl) شرکت کرد.
او تحصیلات خود را در گیسن به اتمام رسانید، و در سال ۱۷۹۶ میلادی به عنوان یک ارزیاب در دفتر جنگلداری در دارمشتات آغاز به کار کرد و در سال ۱۸۰۴ میلادی به عنوان مشاور در کالج Oberforsthaus مشغول به کار شد.
به عنوان گیاه‌شناس او مؤلف طبقه‌بندی زیرخانوادهٔ پیازیان و زیرتیرهٔ استبرق و مشخص‌کنندهٔ برخی جنس گیاهی و گونه‌های متعدد است.
‎„Borkh. “‎ یادکرد مؤلف مختص وی می‌باشد.
موریتس بالتازار بورکهاوزن در ۲۰ اکتبر ۱۷۹۸ با «آمالی گب. فابریسیوس» (آلمانی: Amalie geb. Fabricius؛ ۱۷۷۸–۱۸۶۶ میلادی) ازدواج کرد. حاصل این ازدواج، چهار فرزند بود.